# Toni Morlà
Antoni Morlà Palazón (Palma, 29 de maig de 1945 - Palma, 11 de gener de 2014) va ser un poeta, músic i cantautor mallorquí.

## Trajectòria artística
Va col·laborar en diversos grups de música pop (com Els Talaiots, Los Pops, Ramón 5) fins al 1975, quan decideix començar a escriure les seues pròpies cançons. Aquest mateix any enregistra el seu primer àlbum, Amb sos peus en terra, que no apareix, però, fins al 1977.
Després d'una experiència en el camp de la Cançó tradicional (el disc senzill Temes d'Andratx, 1979), Morlà publica el 1981 un àlbum dedicat a musicacions de poemes de Costa i Llobera (Toni Morlà canta les primeres poesies de Miquel Costa i Llobera).
Amb Idò (1983), un nou disc de temes propis, Toni Morlà retrata personatges populars (N'Alfons es loter, En Macià -emotiu record d'un venedor de joguines infantils-, El tio Toni -crònica d'un emigrant-, Víme -un record a un home d'es Mercadal que encara feia pipes tal com les feia son pare), moments de la infantesa (Mumare), alguna escapada existencialista (Utopia), cançons d'amor (Quatre estacions) i temes que retraten aspectes de l'illa de Mallorca (Molins i Cala Deià).
L'any 1984, Toni Morlà col·labora en l'àlbum col·lectiu Lluc i el poble amb la musicació d'un poema de mossèn Costa i Llobera (L'era d'Escorca) basat en la llegenda de l'Era d'Escorca, i amb la musicació d'un poema popular que interpreta Toni Fuster. L'any següent escriurà diversos temes per a l'únic disc en solitari (El dimoni Cucarell) d'aquest darrer.
La discografia de Morlà es completa amb un nou CD de temes propis (El vol de la falzia, 1986) i amb l'àlbum compartit amb Salvador López A mitges (1988), on trobem quatre temes seus entre els quals destaquen Madona, Passada i la seua interpretació d'una cançó popular algueresa (La pau de la nit).
L'any 1995 apareix un CD (Cançons per a tu) que recull una selecció de 13 temes extrets dels àlbums Amb sos peus en terra, Idò, El vol de la falzia i A mitges. L'any 2001, Toni Morlà publicà el seu llibre Memòries d'un brusquer (Diccionari dels anys 60 i 70) un viatge al boom turístic i musical dels anys 60 a Mallorca. Arran de l'èxit del llibre poc temps després va estrenar l'obra de teatre Memòries d'un picador.
L'any 2006 publicà el seu últim disc amb el nom "Pot ser demà", on destaquen temes com a Tornar enrer amb Llorenç Santamaria, Andratx, Marina Rossell (dedicada a la cantautora catalana), Olors i Julieta (cançó dedicada a la seva filla).
Durant tots aquests anys Morlà alternà la vida de músic i compositor amb moltes altres activitats. Presentà diàriament un programa a TVE i va dirigir un programa tipo magazín durant més de 5 anys al canal 4 de la televisió local. Va treballar per diverses emissores de ràdio com Radio Nacional, Radio Popular, Radio Marratxí. També va muntar diferents locals de música i alguns restaurants.
Toni Morlà va morir l'11 de gener de l'any 2014 a Palma a causa d'un càncer de pàncrees que havia estat diagnosticat tres mesos enrere.

## Discografia
- Amb sos peua en terra. Drums. Mallorca 1977.
- Canta primeres poesies de Miquel Costa i Llobera. Drums. Mallorca 1981.
- Idò. Blau. Mallorca 1983.
- El vol de la falzia. Blau. Mallorca 1986.
- Cançons per a tu. Ona. Mallorca 1995.